# Anita De Sosoo
Anita De Sosoo là một chính trị gia Ghana và Nhà tổ chức Phụ nữ Quốc gia của Đại hội Dân chủ Quốc gia (NDC) cầm quyền trong chính phủ Ghana và là thành viên của Tổ chức Quản lý Thảm họa Quốc gia. Anita De Sosoo trở nên nổi tiếng khi là thành viên tham gia hội thảo trên Adom FM, cô tuyên bố rằng những người lùn ma thuật chịu trách nhiệm cho nền kinh tế nghèo nàn. Anita de Soso nhận được sự lên án rộng rãi ở Ghana quê hương bà.
Anita De Soso sau đó đã từ chức từ bài viết của mình.

## Giáo dục
Anita có bằng cấp đầu tiên của Học viện Quản lý và Hành chính công Ghana và hiện đang theo học tại Trường Luật.